# Menachem Begin
Menachem Wolfovitch Begin (født 16. august 1913, død 9. marts 1992) (hebraisk: מְנַחֵם בּגִין ) var en israelsk politiker, grundlægger af Likud-partiet og Israels premierminister 1977-83. Før oprettelsen af staten Israel i 1948 var han leder af Irgun, en jødisk terrorgruppe, der udførte en række af attentater mod både arabere og den britiske administration, bl.a. bombningen af King David Hotel i 1946. Terroren var en medvirkende årsag til briternes tilbagetrækning fra Palæstina. Efter Camp David-aftalen i 1978 mellem Israel og Egypten modtog Begin, sammen med Egyptens præsident Anwar Sadat, Nobels fredspris.
Begin støttede opførelsen af israelske bosættelser i de israelsk-besatte områder. Begin tog initiativ til Israels invasion af Libanon 1982 til bekæmpelse af PLO-kontrollerede områder. Efterhånden som Israels militære engagement i Libanon intensiveredes, og Sabra- og Shatila-massakren, der udførtes af de kristne falangister, chokerede verdensoffentligheden, blev Begin isoleret. Da de israelske styrker forblev i Libanon, og økonomien ramtes af hyperinflation, steg offentlighedens pres på Begin. 
Nedtrykt over sin kone Alizas død i november 1982 trak han sig gradvist tilbage fra det offentlige liv og trådte tilbage i september 1983.